# Onthophagus phillippsorum
Onthophagus phillippsorum är en skalbaggsart som beskrevs av Jan Krikken och Huijbregts 1987. Onthophagus phillippsorum ingår i släktet Onthophagus och familjen bladhorningar. Inga underarter finns listade i Catalogue of Life.